# Ouagadougou (département)
Cet article concerne le département et la commune urbaine. Pour la ville chef-lieu, capitale du pays, voir Ouagadougou.
Ouagadougou  (ou communément abrégé Ouaga, bien que cela désigne plutôt l'ancienne ville centre) est un département et une commune urbaine à statut particulier située dans la province du Kadiogo et dans la région du Kadiogo au Burkina Faso.
Ce département est aussi appelé improprement « département du Kadiogo », bien que le Kadiogo désigne plutôt l'unique province composant la région Centre, dont le département et la commune de Ouagadougou est le chef-lieu, la province (et la région) comprend toujours d'autres départements (dont certains limitrophes font maintenant aussi partie de l'agglomération de Ouagadougou qui ne cesse de s'étendre, sans toutefois étendre pour l'instant les limites du département et la commune de Ouagadougou).
En 2006 lors du dernier recensement général de population, le département comptait 1 475 223 habitants. En 2012, à la suite de la réforme territoriale du département fusionnant tous les villages et redécoupant ses arrondissements pour les élections municipales, il compte 1 915 102 habitants.

## Villes
Le département se compose d'une ville chef-lieu :
- Ouagadougou, capitale du Burkina Faso, divisée avant 2012 en 5 arrondissements (le 1er arrondissement correspondant à l'ancienne ville centre Ouaga aujourd'hui appelé plutôt Baskuy) regroupant 30 secteurs urbains (plus un ancien secteur spécial des ambassades hors de tout arrondissement)

et de 17 villages historiques (annotés ici avec l'arrondissement où ils étaient regroupés avec certains des 30 anciens secteurs urbains de la ville) :
- Balkuy (2e arr. : Bodogo)
- Basseko (5e arr. : Sig-Noghin)
- Bissighin (5e arr. : Sig-Noghin)
- Boassa (3e arr. : Boulmiougou)
- Darsalam (5e arr. : Sig-Noghin)
- Kamboincé (5e arr. : Sig-Noghin)
- Nioko 2 (4e arr. : Nongremassom)
- Polesgo (4e arr. : Nongremassom)
- Roumting (4e arr. : Nongremassom)
- Sakoula (4e arr. : Nongremassom)
- Sandogo (3e arr. : Boulmiougou)
- Simiougou (5e arr. : Sig-Noghin)
- Soguedin (4e arr. : Nongremassom)
- Yagma (5e arr. : Sig-Noghin)
- Yamtenga (2e arr. : Bodogo)
- Zagtouli (3e arr. : Boulmiougou)
- Zongo (3e arr. : Boulmiougou)

Administrativement, la commune inclut la ville entière (non compris le secteur des ambassades qui n'est pas de sa compétence mais de celle de l'État sous l'autorité du préfet du département) et tous ses villages, l'ensemble étant divisé en :
- 5 arrondissements historiques groupant les secteurs électoraux : Baskuy (1er arrondissement), Bogodogo (2e), Boulmiougou (3e), Nongremassom (4e), Sig-Noghin (5e): ces 5 arrondissements sont encore référencés dans les statistiques démographiques du dernier recensement de 2006.
- Depuis 2012, le nombre d'arrondissements a toutefois été augmenté de 5 à 12, de même que le nombre de secteurs passés de 30 à 55. Avec la croissance de la population, l'ensemble de la ville et ses villages environnant est considéré comme urbain, il n'y a plus à proprement parler d'espace rural comme dans les autres départements du pays, et donc administrativement plus aucun village (17 d'entre eux sont aujourd'hui de simples dénominations locales de quartiers de la ville ayant conservé le nom d'un village utilisé au lieu la seule numérotation des 30 premiers secteurs).  Les 5 arrondissements historiques où se regroupent les secteurs (nommés ou numérotés) ont également un nom hérité de celui d'un ancien village aujourd'hui intégré dans un secteur. Les 7 nouveaux arrondissements ajoutés en 2012 correspondent au 6 anciennes communes rurales.
- l'ancien secteur des ambassades étrangères (ou représentations consulaires et autres organisations internationales) établies au Burkina Faso, autrefois enclavé dans la commune, mais qui n'est pas de la compétence communale directe, mais de celle de l’État via le gouverneur de la région en liaison avec le gouvernement nationale et le haut-commissaire de la province (contrôlant également la commune ainsi que les derniers espaces non urbanisés du département et pas encore entrés dans la compétence communale). Cet ancien secteur des ambassades étrangères installées au Burkina a été intégré comme un arrondissement séparé (les ambassades ne sont plus restreintes à un seul secteur particulier de la ville et peuvent s'établir dans tous les autres arrondissements, mais continuent à bénéficier de l'extraterritorialité pour échapper à l'autorité administrative de la commune et rester seulement sous celle de l'État burkinabé). Dans cet ancien secteur, l’État, la région, la province, le département et la commune ont certaines compétences limitées (contrôlées par les affaires étrangères du Burkina et celles des pays invités selon les termes des accords et traités diplomatiques et aussi parce que toutes les ambassades ne concernent pas nécessairement des pays mais des organisations internationales ou des agences des Nations unies bénéficiant de la protection de certains statuts diplomatiques particuliers) mais qui s'exercent à nouveau totalement quand les ambassades déménagent. Cela a également répondu à des besoins de sécurité accrue et de facilitation des déplacements et contacts par ces ambassades et permis aussi le développement d'antennes consulaires (permanentes ou temporaires), facilitant les démarches pour la population burkinabé (procédures d'émigration, échanges familiaux, tourisme, citoyenneté) comme pour les résidents, entreprises et organisations étrangères intervenant ou coopérant au Burkina, au lieu de devoir limiter leur action autorisée à ce seul ancien secteur de la ville.

Enfin les ambassades (et les services consulaires rattachés) du Burkina Faso lui-même, mais situées à l'extérieur du pays étaient encore en 2006 et avant 2012 intégrées dans le département, de façon accessoire avec un statut spécial limité à leur gestion, mais surtout pour la complétude de certaines données statistiques nationales, puisque leur territoire ne fait pas partie du pays mais bénéficie seulement du statut international d'extraterritorialité tant qu'elles sont en service dans les autres pays qui les accueillent, même si leur gestion est à la charge de l'Etat burkinabé (mais pas complètement leur sécurité assurée par chaque pays hôte). Depuis 2012, ces ambassades extérieures n'en font plus partie (conformément aux accords et traités internationaux) et ne sont que des unités administratives de gestion de l'Etat, elles ne sont le ressort d'aucune division territoriale ou collectivité locale burkinabé (région, province, département ou commune, arrondissement, secteurs urbains) mais constituent une ligne supplémentaire dans les statistiques nationales (séparée des autres données territorialement localisées), ce qui rend ces statistiques conformes aux exigences des agences internationales sans fausser les données territoriales burkinabé.